# フレンドうごメモギャラリー
フレンドうごメモギャラリーは、かつて任天堂が運営し、『うごくメモ帳 3D』内に存在したインターネットコミュニティサービスである。

## 概要
フレンドうごメモギャラリーは、うごくメモ帳3Dのフレンド間でのインターネットコミュニティサービスとして、2013年7月24日にサービスを開始。ワールドうごメモギャラリーとは独立した全く違うサービスが楽しめたが、フレンド間でのやりとりの中で、公序良俗に反する内容を送受信している事例が発覚したため同年11月1日にサービスは停止となり11月15日のバージョン1.1への更新で起動画面からフレンドうごメモギャラリーへのリンクが除去された。

## 機能
- 自分のギャラリーを開いて作品をフレンド間で共有することができる。
- ギャラリーに題名やテーマをつけることができる。
- メンバーはフレンドから最大20人まで参加できる。
- メンバーなら誰でも作品を出展することができる。
- 相手の作品に感想メモを書くことができ、その感想メモを保存することができる。
- キモチボタンというボタンで｢オモシロイ｣｢カッコイイ｣｢カワイイ｣といった評価を1種類につき1つずつつけることができる。
- 出展された作品をダウンロードすることができる。
- ロックをかけて相手に編集されないようにすることができる。

## サービス停止
- フレンド間でのやりとりの中で、公序良俗に反する内容を送受信している事例が発覚し、2013年11月1日にサービス停止となった。

## 備考
- ギャラリーの最大の数は1人2つまで

## 履歴
- 2013年
  - 3月13日 フレンドうごメモギャラリーのサービスについての情報が初めて公開される。
  - 5月31日 サービスの詳細が公開される。
  - 7月24日 サービス開始。
  - 11月1日 フレンドうごメモギャラリーのサービスが停止。
  - 11月15日 バージョン1.1への更新により、フレンドうごメモギャラリーへのリンクが除去。

## リンク
- うごくメモ帳3D